# Mafalda Veiga
Pour les articles homonymes, voir Veiga.
Mafalda Veiga est une chanteuse portugaise née le 24 décembre 1965 à Lisbonne au Portugal.

## Discographie
- Pássaros do sul (1987)
- Planície (single, 1987)
- Cantar (1988)
- Nada se repete (1992)
- A cor da fogueira (1996)
- Tatuagem (1999)
- Cada lugar teu (single, 1999)
- Um pouco mais (1999),
- Mafalda Veiga ao Vivo (live, 2000)
- Na alma e na pele (2003)
- Lado a Lado (2006), duet with João Pedro Pais
- Chão (2008)